# إغناز فون دولينغر
يوهان جوزيف إغناز فون دولنغير (بالألمانية: Ignaz von Döllinger) هو مؤسس الكنيسة الكاثوليكية القديمة التي انفصلت عن الكنيسة الرومانية الكاثوليكية بعد أن رفضوا مقررات المجمع الفاتيكاني الأول عام 1870، بسبب إقرار المجمع لعقيدة العصمة البابوية.

## نشاته
ولد في 28 فبراير 1799 في مدينة بفاريا وتدرج في التعليم الديني واللاهوتي إلى أن أصبح أسقف بفاريا وعضو المجمع البابوي الكنسي إلى أن انسحب من المجمع البابوي وأسس رفقة العديد من الأساقفة الكنيسة الكاثوليكية القديمة وكانت وفاته 14 يناير 1890.

## روابط خارجية
- إغناز فون دولينغير على موقع الموسوعة البريطانية (الإنجليزية)